# Espionagem na Guerra Fria

Símbolo da CIA.

Símbolo da KGB.

Até o final da Primeira Guerra Mundial, em 1918, os poucos serviços secretos operavam de forma precária e amadorística. Na época, não havia uma agência desse tipo nos Estados Unidos. Na França e na Grã-Bretanha, os serviços secretos estavam paralisados por escândalos políticos. Na Rússia, as atividades de espionagem da era czarista desmoronavam sob os efeitos da guerra e da revolução comunista. E, entre os alemães, o serviço razoavelmente eficiente era desprezado pelos generais prussianos, mais interessados no poderio militar.
Alguns historiadores acreditam que, se as potências da época contassem com uma rede eficiente de informações, a Primeira Guerra poderia ter sido evitada. Ninguém esperava pelos desdobramentos dos conflitos nos Bálcãs, que culminaram numa guerra global até certo ponto involuntária. 
Já na Segunda Guerra Mundial, entre 1939 e 1945, o dirigente soviético Josef Stalin teria menosprezado uma importante informação de um de seus espiões, que fornecia exatamente o dia e a hora em que Adolf Hitler iniciaria a invasão da União Soviética. Stalin já havia condenado à morte seus mais respeitados estrategistas, entre 1938 e 1939. Assim, a ofensiva nazista, em junho de 41, apanhou os soviéticos de surpresa e sem seus melhores quadros militares.
Da mesma forma, o presidente dos Estados Unidos, Franklin Roosevelt, não teria dado crédito às informações sobre um provável ataque do exército japonês à base americana de Pearl Harbor, no Havaí, em dezembro de 41. 

## Século XX: nova força à espionagem
Esses episódios, que poderiam ter sido evitados através de um sistema de informações, foram decisivos para os investimentos em serviços de espionagem. A formação de dois grandes blocos econômicos depois da Segunda Guerra, liderados por Estados Unidos e União Soviética, também foi um fator importante para o desenvolvimento da chamada comunidade de informações. Pela primeira vez na história, o planeta havia se tornado uma arena gigante, onde duas superpotências desafiavam-se mutuamente. Nesse novo cenário, os inimigos desenvolviam tecnologias de destruição cada vez mais poderosas, destrutivas, rápidas e eficazes.
Sem dúvida, forças tão formidáveis exigiam um balanço permanente e atualizado de ambos os lados. Cada superpotência precisava estar sempre por dentro das conquistas tecnológicas do adversário. Assim, chegamos ao ponto que nos interessa: o desenvolvimento das técnicas de espionagem no período da Guerra Fria. 

## Espionagem e revolução
Na União Soviética, as relações internacionais no início da Guerra Fria estimularam a modernização do serviço secreto, criado em 1917 durante o processo revolucionário. Na época, chamava-se Tcheka, iniciais de "Comitê Contra Atos de Sabotagem e Contra-Revolução". Como Tcheka, o serviço combateu as atividades internas contrárias à revolução comunista. Era o período de guerra civil russa, que se prolongou até 1921. Em 1922, ano da criação da União Soviética, passou a se chamar GPU, iniciais de "Administração Política do Estado". A GPU tornou-se a polícia política de um Estado já consolidado, e investiu contra os inimigos clandestinos do novo regime.
Nos anos 1930, o serviço passou a atuar diretamente sob as ordens de Stalin e acabou rebatizado como NKVD, "Comissariado do Povo para Assuntos Internos". Foi um período de intensa perseguição aos adversários políticos do líder soviético, dentro do próprio partido comunista. Muitos deles foram torturados e executados. 
O caso mais célebre é o do ex-chefe do Exército Vermelho, Leon Trotsky. Exilado no México, ele foi assassinado em 1940 por Ramón Mercader, um ativista espanhol supostamente instruído pelo NKVD. O atentado contra Trotsky foi uma das poucas ações internacionais atribuídas ao serviço secreto soviético, na época. Até o final da Segunda Guerra, as principais funções do NKVD relacionavam-se ao controle e à repressão dentro do próprio país. 

## Anos 50: surge a KGB
Com a divisão do mundo em blocos e o início da Guerra Fria, o sistema de informações soviético foi gradativamente ampliando sua presença em outros países. O ano de 1953 foi decisivo nesse processo. Logo após a morte de Stalin, em 1953, o chefe da NKVD, Lavrentiy Beria, tentou tomar o poder. Acabou executado por ordem da cúpula do Partido Comunista, que reformulou toda a estrutura do serviço secreto. A KGB surgia, nesse cenário, com a missão de conciliar a manutenção do controle interno com uma ação mais efetiva fora do território soviético.
A situação era tensa na Europa. Forças da OTAN, (Organização do Tratado do Atlântico Norte), criada em 1949, movimentavam-se nas bases militares instaladas nas fronteiras com a Europa Oriental. No bloco socialista, havia sinais de insatisfação popular na Alemanha Oriental, Hungria e Polônia.
Numa tentativa de unir os países do bloco e fazer frente à OTAN, Moscou tratou de criar, em 1955, o Pacto de Varsóvia. A KGB passou a operar dentro dos aparelhos de Estado e dos serviços secretos desses países, e também na imprensa e nas associações de trabalhadores. A central soviética de informação e espionagem tornou-se uma sombra onipresente em todas as instâncias da sociedade.

## Tanque em Budapeste: ação da KGB
Em meio a denúncias de assassinatos e de violação sistemática dos direitos humanos contra presos políticos, a KGB coordenou, em 1956, a invasão soviética da Hungria pelos tanques do Pacto de Varsóvia. No mesmo ano, orientou a repressão de um movimento reformista na Polônia. A forte influência da KGB junto à cúpula do Pacto de Varsóvia foi decisiva para a iniciativa do governo da Alemanha Oriental de erguer o Muro de Berlim, em 1961. 
"Podemos afirmar que a KGB era a própria alma do sistema soviético. é simples mostrar isso. No auge do império comunista, após a Segunda Guerra, a União Soviética era formada por 15 repúblicas que abrangiam um território de 22 milhões de km² , quase três vezes o tamanho do Brasil, e com uma população de mais de 200 milhões de habitantes. Essa população era composta por povos que falavam pelo menos 300 idiomas e professavam todas as grandes religiões conhecidas. Apesar dessa tremenda diversidade cultural, e das diferenças econômicas e históricas, só havia um partido político legalizado: o Partido Comunista, pois seria a única maneira de manter o comunismo no país.